# Wohnhaus Südersteinstraße 94

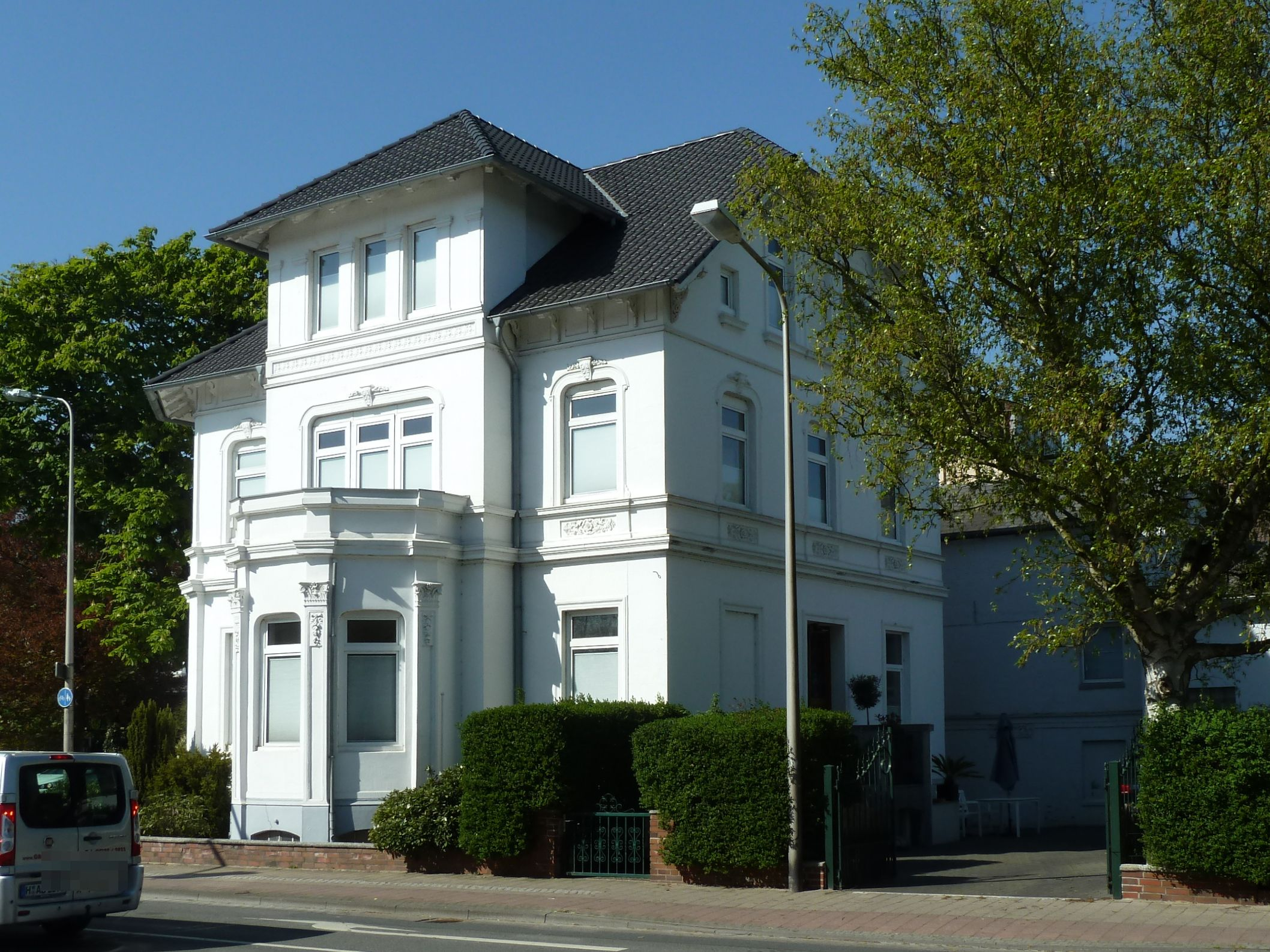
Südersteinstraße 94 (2019)

Das Wohnhaus Südersteinstraße 94 in der niedersächsischen Kreisstadt Cuxhaven im Landkreis Cuxhaven stammt vom dritten Drittel des 19. Jahrhunderts. Aktuell (2024) wird es für Wohnungen genutzt.
Das Gebäude steht unter Denkmalschutz (siehe auch Liste der Baudenkmale in Cuxhaven).

## Geschichte und Beschreibung
Die Südersteinstraße wurde vor oder um 1755 nach der südlichen Lage zum Stadtkern benannt. Sie wurde 1994 umgestaltet.
Das zweigeschossige traufständige verputzte und historisierende Gebäude auf Keller mit ziegelgedeckten Walmdächern wurde um 1870 gebaut. Zur südlichen Südersteinstraße hin steht ein dreiachsiger dreigeschossiger mittiger Giebelrisalit; davor ein polygonaler Erker im EG mit Lisenen und geschmückten Kapitellen; darüber Balkon. Die Fassaden wurden zurückhaltend gestaltet mit Fensterrahmungen und geschossteilendem Bändergesims mit Putzdekor sowie Traufgesims mit dekorativen Konsolen.
Das Landesdenkmalamt befand u. a.: „… Bis zum Beginn der Bebauung am Westerwischweg, die vor dem Ersten Weltkrieg einsetzte, markierten die beiden im Straßenbild optisch hervortretenden, repräsentativen Wohnhäuser an der Kreuzung Westerwischweg/ Südersteinstraße und Abendrothstraße/Altenwalder Chaussee die westliche Bebauungsgrenze Ritzebüttels.“